# Mausolée Stanford

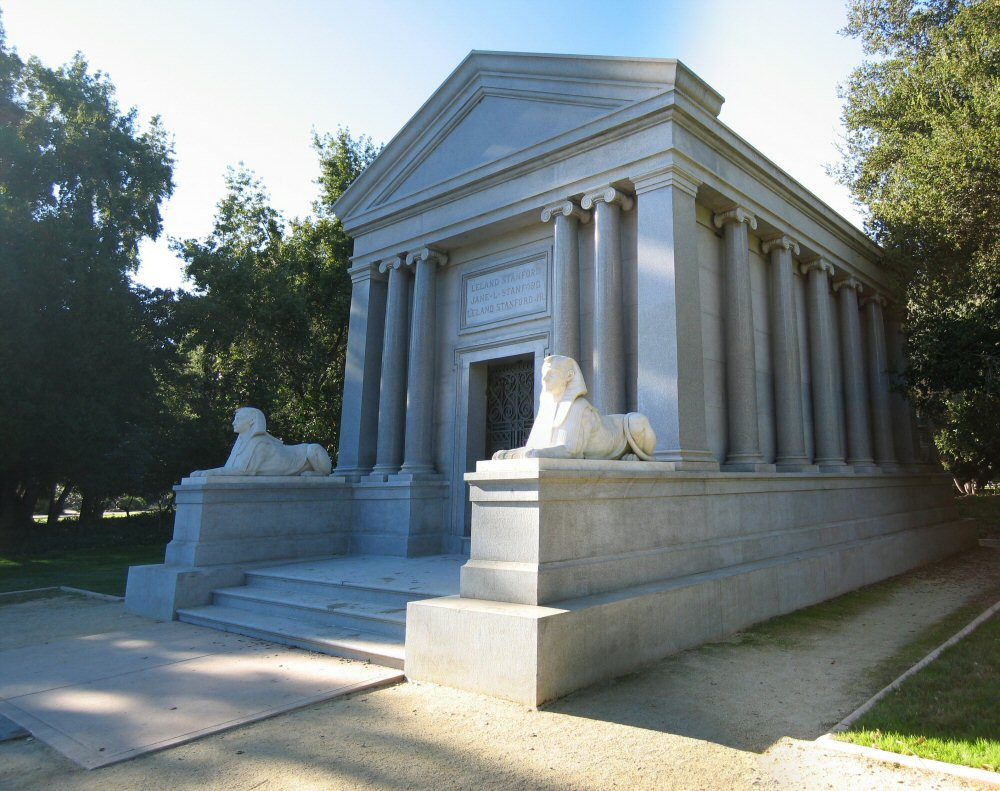
Mausolée Stanford

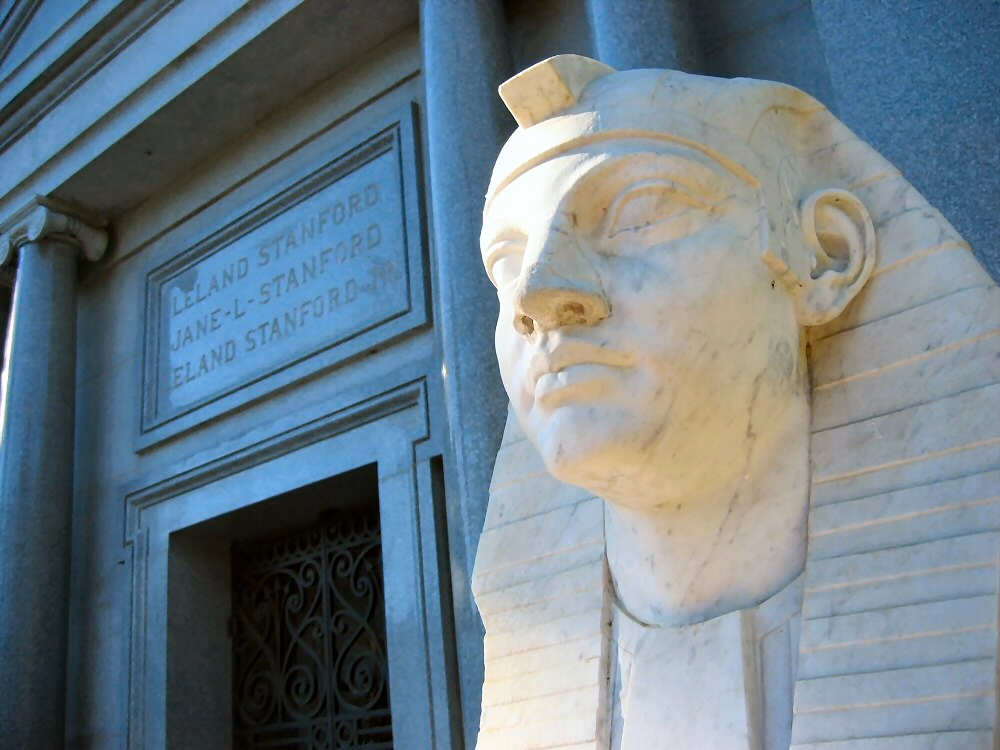
Sphinx à l'avant du mausolée (détail)

Le mausolée Stanford, situé au nord-ouest du campus de l'Université Stanford dans l'Arboretum de l'université Stanford, contient  les restes de Leland Stanford Jr. (en) et de ses parents Leland et Jane Stanford. Une fois par an, le mausolée est ouvert au public et une gerbe est déposée (habituellement en octobre) dans le cadre des activités annuelles de la Journée des fondateurs.

## Historique
L'intention originale des Stanford était de construire un manoir à cet emplacement. Ils n'avaient fait que planter un jardin de cactus, nommé Arizona Cactus Garden, (qui s'y trouve toujours) avant la mort de leur fils unique. Ils décidèrent finalement de construire une université à son nom à la place. A proximité se trouve un monument commémoratif Angel of Grief (L'Ange du chagrin) dédié au frère de Jane Stanford, Henry Clay Lathrop.  Ce monument commémoratif est une copie de 1908 d'une copie de 1901 d'une statue de 1894 réalisée par le sculpteur américain William Wetmore Story. Quatre sphinx, deux à l'avant et deux l'arrière garde le mausolée.

## Fête d'Halloween au Mausolée
Le mausolée de Stanford est également le site de la fête traditionnelle du mausolée,  une fête d'Halloween étudiante qui se tient chaque année à 22h00 le dernier vendredi ou samedi d'octobre.  Après avoir été temporairement annulée de 2002 à 2005, cette tradition a été relancée en 2006 et elle est parrainée et planifiée chaque année par la Stanford Junior Class.